# مسیحیت اولیه
در طول سه سده‌ای که آیین میترا به عنوان آیین رسمی امپراتوری روم، به تکیه‌گاه امپراتوران و سرداران کشورگشای رومی در گسترش و تحکیم پایه‌های قدرت و ثروت خویش و امید مردم فرو دست جامعه در کسب رستگاری ابدی مبدل گردیده بود، در داخل سرزمین روم بر اثر فتوحات مداوم و ظهور طبقه ای از سرداران برخوردار از ثروت‌های عظیم و بردگان فراوان ناشی از پیروزی‌های نظامی، تناقضات و تضادهای طبقاتی روندی رو به رشد یافته بود. تصاحب زمین‌های حاصلخیز و استفاده از نیروی ارزان بردگان توسط مالکان نظامی به تدریج به کاهش درآمد خرده‌مالکان و به تبع آن بدهکاری و ورشکستگی آن‌ها انجامید، به صورتی که خرده مالکان مذکور برای پرداخت مالیات‌ها ناچار به فروش زمین‌های خویش و سپس پیوستن به سلک بندگان مالکان مذکور شدند. این تضادها و اختلافات فاحش طبقاتی به تدریج به ناامنی و شورش‌های متعددی در روم انجامید که عمدتاً توسط مالکان ورشکست شده یا بردگان برپا می‌گردید و سرزمین روم را به بی‌ثباتی و هرج و مرج می‌کشانید. مهم‌ترین این شورش‌ها در گزارش‌های مورخین رومی با عناوین قیام فقرای بی‌حقوق روم به رهبری لوسیوس سرگیوس کاتیلین یکی از اشراف رومی به فقر کشیده شده در ۶۲ ق. م و شورش بردگان روم به رهبری اسپارتاکوس در ۷۳–۷۱ ق. م به ثبت رسیده‌است. این قیام‌ها همان گونه که در تاریخ روم آمده‌است، به سختی سرکوب شدند، و سرخوردگی عمومی ناشی از این شکست‌ها به تدریج زمینه‌ساز رویگردانی طبقات فرودست رومی از تکاپوهای عینی و گرایش آن‌ها به آرمان‌های ذهنی‌گرایانه گردید.

## مسیحیت ابتدایی
تعدادی از مذاهب در طول قرون دوم و سوم میلادی در سراسر امپراتوری روم، پیروانی را برای خود جلب کرده‌اند. مراسم نیایش ایزیس و میتراها طرفداران زیادی داشت اما مسیحیان غالباً توسط امپراتوران رومی مورد شکنجه شدیدی قرار می‌گرفتند. امپراتوری روم در مقابل ادیانی که با مذاهب رسمی و خدایان رومی در جنگ نبودند یا تقدیس امپراتور را به زیر سؤال نمی‌برند، با آزاداندیشی و تحمل برخورد می‌کرد. اعتقادات مسیحیان، از جمله اعتقاد آنان به رستاخیز پس از مرگ که ریشه در رستاخیز عیسی مسیح پس از مصلوب شدنش داشت و همچنین شهامت عده ای از مسیحیان در مقابل شکنجه و کشته شدن توسط حکومت روم، افراد و بینندگان بیشتری را به خود جذب می‌کرد. در نهایت به رغم تمام این محدودیت‌ها و سرکوب‌ها، سرانجام پس از ۴ قرن که گاهی شکنجه و تعقیب مسیحیان اوج گرفته و گاهی کاهش می‌یافت، مسیحیت در حدود سال ۵۰۰ میلادی به عنوان دین رسمی این امپراتوری پذیرفته شد.
یازده حواری مسیح، پس از خیانت یهودا اسخریوطی و مصلوب شدن عیسی مسیح و رستاخیز عیسی مسیح پس از سه روز، یک شخص دیگر به نام ماتیاس را به جای یهودا اسخریوطی که خود را حلق آویز کرده و خودکشی کرده بود، انتخاب کردند و به این ترتیب مجدداً ۱۲ نفر شدند.

## ادیان دیگر
آیین میتراس یا میترائیسم خصوصاً در بین سربازان رومی محبوبیت داشت. آیین ایزیس، یک ایزدبانو مصری، آیین سیبل که یک مادر خدا از آسیای صغیر بود بسیاری از زنان رومی را جلب نمود. مذهب مسیحیت در بین طبقه پایین جامعه بسیار طرفدار پیدا کرد، زیرا آن‌ها عقیده داشتند خداوند همه انسان‌ها را با هم برابر می‌داند، و حتی بردگان و آزاد شدگان و زنان نیز همگی از حقوق مساوی برخوردار هستند.

## مخالفان
اولین گروه‌های مسیحیان از دیدگاه پاگانها (افرادی که خدایان متعدد می‌پرستیدند) مورد تردید بودند. دلیل این مسئله آن بود که آن‌ها تصور می‌کردند مسیحیان برای برگزاری «جشنهای انس»، آدمخواری، جلسات سری تشکیل می‌دهند. چرا که گوشت حیوانات قربانی شده در معبد پاگانها (کافران بت‌پرست) را خریداری نکرده و همچنین در تفریحات عمومی وحشیانه، شرکت نمی‌کردند. دولت هر چند وقت یکبار مسیحیان را مورد اذیت و آزار قرار می‌داد. بسیاری از مسیحیان شکنجه شده و مردند. اما به هر حال، علی‌رغم شکنجه و آزار فراوان، مسیحیت به گسترده شدن خود ادامه داد.

## دوران آشوب
در دوران آشوب بزرگ، که امپراتوری مورد تهدید حمله بربرها و امپراتوری قدرتمند ایرانیان قرار داشت، همه امپراتورها به‌دنبال یک خدای قدرتمند برای کمک به دفع بلا از روم، بودند امپراتور دیوکلتیانوس (۲۴۵–۳۱۳ میلادی). میترا به عنوان خدای خود اعلام کرد، که از امپراتوری حمایت و حفاظت کند. امپراتور کنستانتین (۲۸۰–۳۳۷)خدای مسیحیت را انتخاب نمود.

## کنستانتین
در سال ۳۱۲، کنستانتین یکم در حالی که به طرف روم می‌رفت تا آن را از رقیب پس بگیرد، اعلام کرد که علامت مسیحیت را روی خورشید دیده‌است و جمله «شما با این علامت پیروز خواهید شد»، را به لاتین روی آن خوانده‌است. روی پل میلویا بر روی رودخانه تیبر، ارتش کنستانتین، به پیروزی رسید. در طول مدت کوتاهی، مسیحیت به عنوان مذهب رسمی امپراتوری روم، جایگاه خود را تثبیت کرد.

### ۳۰ میلادی
در این سال عیسی مسیح از سوی متعصبین یهود فریسیان که او و تعالیمش را تهدیدی علیه خود می‌پنداشتند، مورد محاکمه قرار گرفته و بنا به عقیده مسیحیان، مصلوب گردید.

### ۳۷
پل اهل تارسوس، با دیدن صحنه‌ای در جاده دمشق، به دین مسیحیت می‌گرود و مأموریت خود را برای تبلیغ و مسیحی کردن نصارا (غیر یهودیان)، آغاز می‌کند.

### ۴۲
پطرس، که برای قرنهای متمادی به عنوان اولین پاپ، مقام او را جشن می‌گیرند، اولین جامعه مسیحی را در رم بنیانگذاری می‌کند.

### ۶۴
مسیحیان به خاطر آتش‌سوزی شهر رم مورد اتهام قرار گرفتند. امپراتور نرون طی تلاشی برای بدست آوردن مجدد محبوبیت خود، آن‌ها را مورد شکنجه و آزار قرار می‌دهد. پیتر مقدس در این زمان است که کشته می‌شود.

### ۷۰
رومیها اورشلیم بیت‌المقدس را بعد از شورش یهودیان علیه حکومت آنها، شدیداً تخریب می‌کنند. بسیاری از یهودیان از اورشلیم اخراج می‌شوند. مسیحیان در این شورش علیه رومیان شرکت نمی‌کنند. رم به مرکز حرکت‌های رو به رشد مسیحی تبدیل می‌شود.

### ۳۰۴
جوامع مسیحی در اطراف مدیترانه به صورت گروه‌هایی جمع شده و از آنجا تا بریتانیا و دره نیل در مصر، رفتند.

### ۳۱۳
به سبب پشتیبانی امپراتور کنستانتین، مسیحیت خیلی سریع به قویترین مذهب در امپراتوری رم تبدیل شد.

### ۳۲۵
اولین گردهم آیی رهبران کلیسای مسیحیت، برای تبیین عقاید مسیحیت و سازماندهی جامعه مسیحیت، در نیقیه، تشکیل شد. اعتقاد نامه حواریون با اعتقاد نامه نیسن، (مجموعه‌ای از جملات اعتقادی مسیحیان) نوشته می‌شود.
مجمع امپراتور کنستانتین اول افتتاح شد و شورای نیقیّه جلسات خود را از ۲۰ می ۳۲۵ م آغاز نمود.
مجمع، جلسات خود را بر پایهٔ فرمان امپراتور کنستانتین اول جهت بررسی اختلاف بین آریوس و پیروانش از یک سو و بین کلیسای اسکندریه با نمایندگی الکساندریوس اول (پاپ اسکندریه) و پیروانش از سوی دیگر، حول مسئلهٔ ماهیت یسوع (عیسی) که آیا او همان پروردگار است یا طبیعتی بشرگونه دارد، برگزار نمود.
آریوس الوهیت یسوع را منکر می‌شد و اعتقاد داشت که زمانی بوده که طی آن یسوع موجود نبوده‌است، و برای او جایگاهی رفیع بین مخلوقات خداوند و آفریده‌هایش، قائل و معتقد بود همان‌طور که اعتقاد داشت که روح القدس نیز صنع و آفریدهٔ خداوند می‌باشد.
در حالی که الکساندریوس اول (پاپ اسکندریه) تأکید می‌نمود که طبیعت (ذات) مسیح از خود طبیعت (ذات) خداوند است و نظر الکساندریوس اول (پاپ اسکندریه) با رأی‌گیری ای که تحت فرمان امپراتور کنستانتین که پاپ اسکندریه را تأیید و آریوس را رد می‌نمود، غالب شد و دو اسقف از امضای بیانیهٔ نیقیّه خودداری کردند که به همراه آریوس به الیرا (بالکان امروزی) تبعید شدند و کتابهای آریوس سوزانیده شد و مذهب و عقاید آریوس، بدعت نامیده شد و پیروان او را تا امروز لقب دشمنان مسیحیت دادند.
نتیجهٔ شورای اول نیقیّه، پس از موجودیّت پیدا کردن به عنوان نهادی دینی، شکل‌گیری قانون اعتقاد به اولوهیّت مطلق برای مسیح و شروع ارتباط کلیسا با حاکمیت بود.
پس از سه قرن از تغییر تفکر کلیسا و اختلاط با افکار و ادیان موجود در محیط پیرامون آن، از جمله پاگانیزم (ثنویّت) دین سابق کنستانتین رومی، (کلیسا) به عنوان مرجعی از طرف امپراتور روم شناخته شد و به عنوان ابزاری جهت محدود ساختن و از بین بردن هر کسی که در چهارچوب ایمان وارد می‌شود، تبدیل گردید.

### ۳۳۰
رم جدید در بیزانس توسط کنستانتین، تأسیس شده و دوباره به کنستانتینوبول (بعداً استانبول)، نامگذاری شده و به عنوان پایتخت امپراتوری مسیحیت، ساخته می‌شود.

### ۳۸۱–۳۹۱
در طول حکومت امپراتور تئودوسیوس، مسیحیت به صورت دین رسمی امپراتوری روم در می‌آید. ادیان غیر مسیحی (کافر) و بدعت گذاری در مسیحیت (افکار مخالف دیدگاه‌های کلیسا) غیرقانونی اعلام می‌شود.
مسیحیان اولیه نیز مانند یهودیان و رومی‌ها، مردگان خود را در دخمه‌های زیر زمینی دفن می‌کردند. در این دخمه‌ها یک کلیسای کوچک برای اجرای مراسم تدفین وجود داشت. مسیحیان شکنجه شده در این قبرهای تاریک زیر زمینی پنهان می‌شدند و حتی در آنجا زندگی می‌کردند. به دلیل آنکه تعداد زیادی از مقدسین در این محلها دفن شده بودند، بسیاری از آن‌ها بعداً تبدیل به مرقد و زیارتگاه شدند.